# Federico Della Valle
Federico Della Valle es un dramaturgo italiano nacido hacia 1560 en Las Langhe y muerto en Milán en 1628. 

## Biografía
Federico Della Valle vivió en la corte de Turín y luego, a partir de 1597, en Milán. De él nos ha llegado, además de una escasa y ocasional producción poética, la tragicomedia juvenil Adelonda di Frigia (publicada en 1627) y tres tragedias: Judith, Esther (ambas publicadas en 1627), basadas en episodios bíblicos, y La reina de Escocia (La reina di Scotia, 1628) sobre María Estuardo. La intuición del contraste, típico de la Contrarreforma, entre fe religiosa y razón de Estado, es el tema central del teatro de della Valle. Otros motivos característicos de su obra son la conciencia de la fragilidad humana, el sentido sacro de la realeza, la turbación ante la belleza femenina, el deseo de purificación. En su lenguaje alterna momentos de denso lirismo con otros de la más descarnada y conceptual poesía popular (algunas de sus baladas fueron musicadas y gozaron de gran popularidad).